# Polskmärket

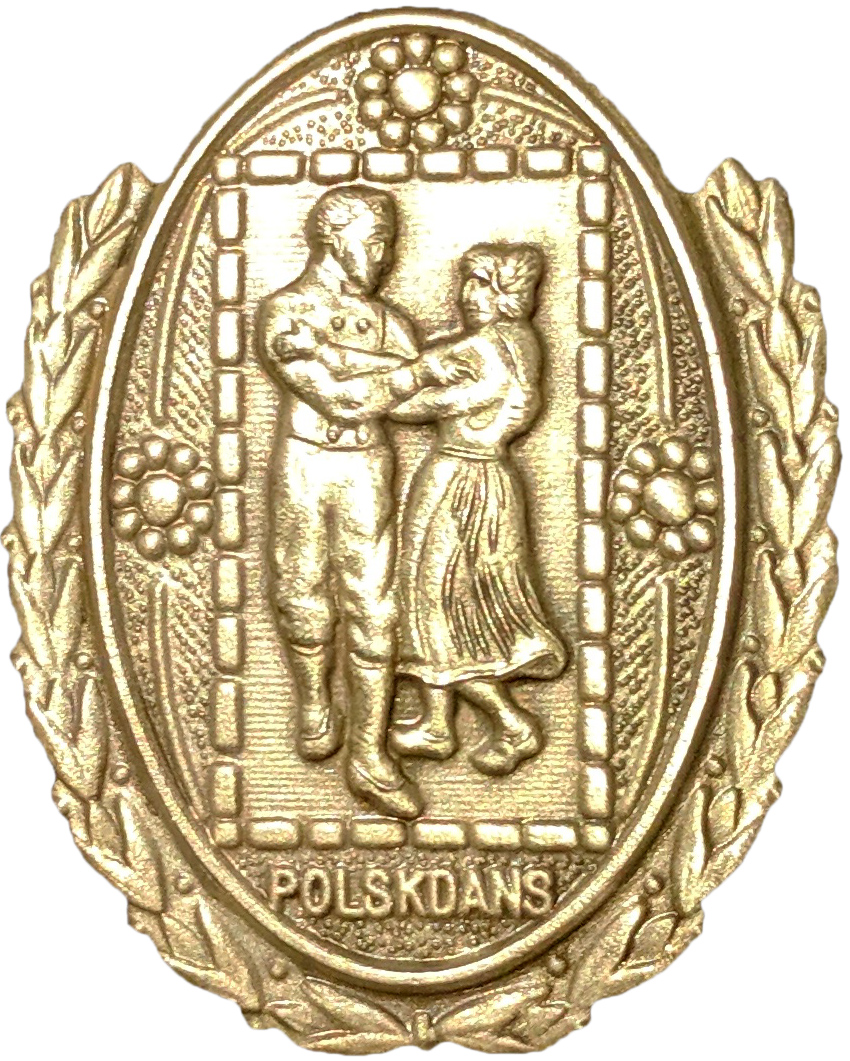
Guldrmärke. Stort Silver är likadant, men silverfärgat. Bronsmärket och Silvermärket saknar den yttre kransen.

Polskdansmärket är en svensk utmärkelse som kan tilldelas dansare som är framstående i dansen polska. 
År 1969 var första året märket delades ut, då till 42 polskdansare. Anordnare var och är Dalarnes Hembygdsring och Jämtland-Härjedalens distrikt av Svenska Ungdomsringen för Bygdekultur (numera Svenska Folkdansringen) och man får märket genom att visa upp dans. 
Initiativtagare till polskmärkesuppdansningen är Göran och Inger Karlholm från Oviken, Ingvar Norman från Säter och Johan Larsson från Hedemora. Förebilden till Polskdansmärket var Zornmärket som är ett förtjänstmärke för spel av folkmusik i Sverige, som delats ut sedan 1931 av Svenska Ungdomsringen för Bygdekultur.
De som vill visa, i första hand för sig själva, att de dansar oförvanskat enligt uppteckningar och beskrivningar dansar ett antal polskdanser inför en nämnd med tre mycket kunniga personer, samt publik, och får en bedömning och ev. ett märke som finns i fyra olika valörer. Valörerna är brons, silver, stort silver och guld. En duktig dansare kan tilldelas "Stort Silver" efter 5 år, och har då anmält sig att dansa 24 polskdanser efter eget val (3+3+6+6+6), varar domarna har valt 18 danser (3+3+4+4+4) som dansaren visat upp med godkänt resultat inför domarna och en publik av några hundra människor varav de flesta är duktiga polskdansare. 
Uppdansning för märken sker en gång per år, då dansar 200 till 300 personer upp (2010 - 2019). Varje år erövrar ca 20 personer bronsmärket, ca 15 personer silvermärket och ca 10 personer det stora silvermärket, vilket kan jämföras med zornmärket i silver, vilket berättigar ägaren att kalla sig riksspelman. 
Guldmärket tilldelas person som behärskar ett avsevärt antal bygdedanser, dess ursprung och historia, samt har spridit kunskap om sådana danser. Uppteckning av och/eller forskning om bygdedanser räknas som merit. Guldmärket har delats ut till 18 mottagare under perioden 1969 till 2018. Liksom Zornmärket i guld tilldelas märket en mottagare som utses av bedömningsnämnd och de två distrikten av Folkdansringen, och föregås alltså inte av någon uppdansning utan är en hedersbetygelse för stora kunskaper och viktiga insatser för polskan som kulturarv. 